# تپه قالا بویون
تپه قالا بویون مربوط به دوران پیش از تاریخ ایران باستان - صدر اسلام است و در شهرستان نیر، بخش کورائیم، دهستان یورتچی غربی، روستای کورعباسلو واقع شده و این اثر در تاریخ ۱۵ دی ۱۳۸۷ با شمارهٔ ثبت ۲۳۹۸۰ به‌عنوان یکی از آثار ملی ایران به ثبت رسیده است.